# Mottes castrales du Mazaubrun
Les mottes castrales du Mazaubrun (ou mottes féodales) est un site de mottes multiples situées à Châlus, en France.

## Localisation
L'ensemble castral est situé sur la commune de Châlus, au lieu-dit le Mazaubrun, dans le département français de la Haute-Vienne.

## Historique
Les mottes castrales datent du Moyen Âge.
Elles sont inscrites au titre des monuments historiques par arrêté du 20 octobre 1983.

## Description

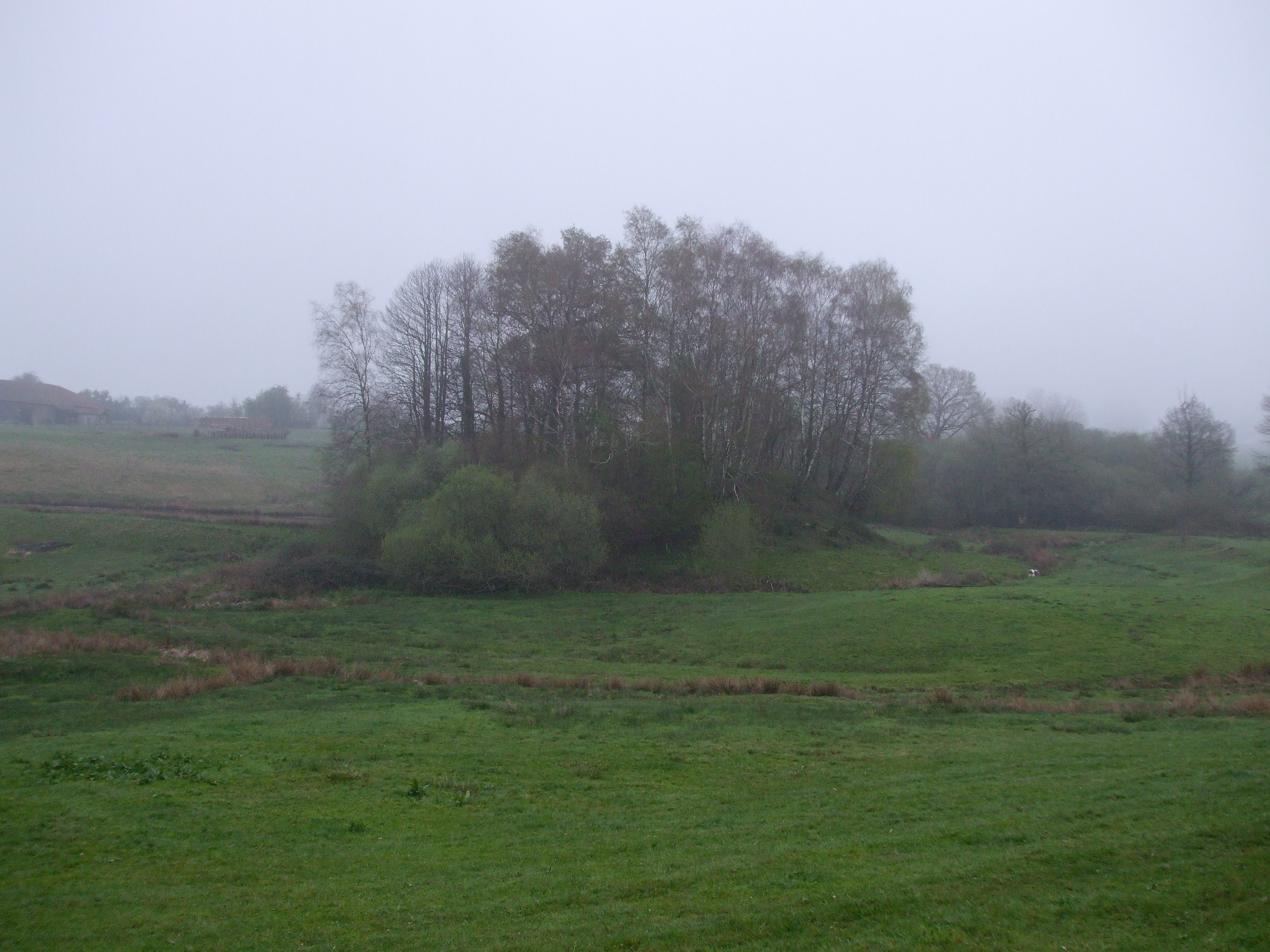
Motte castrale 2
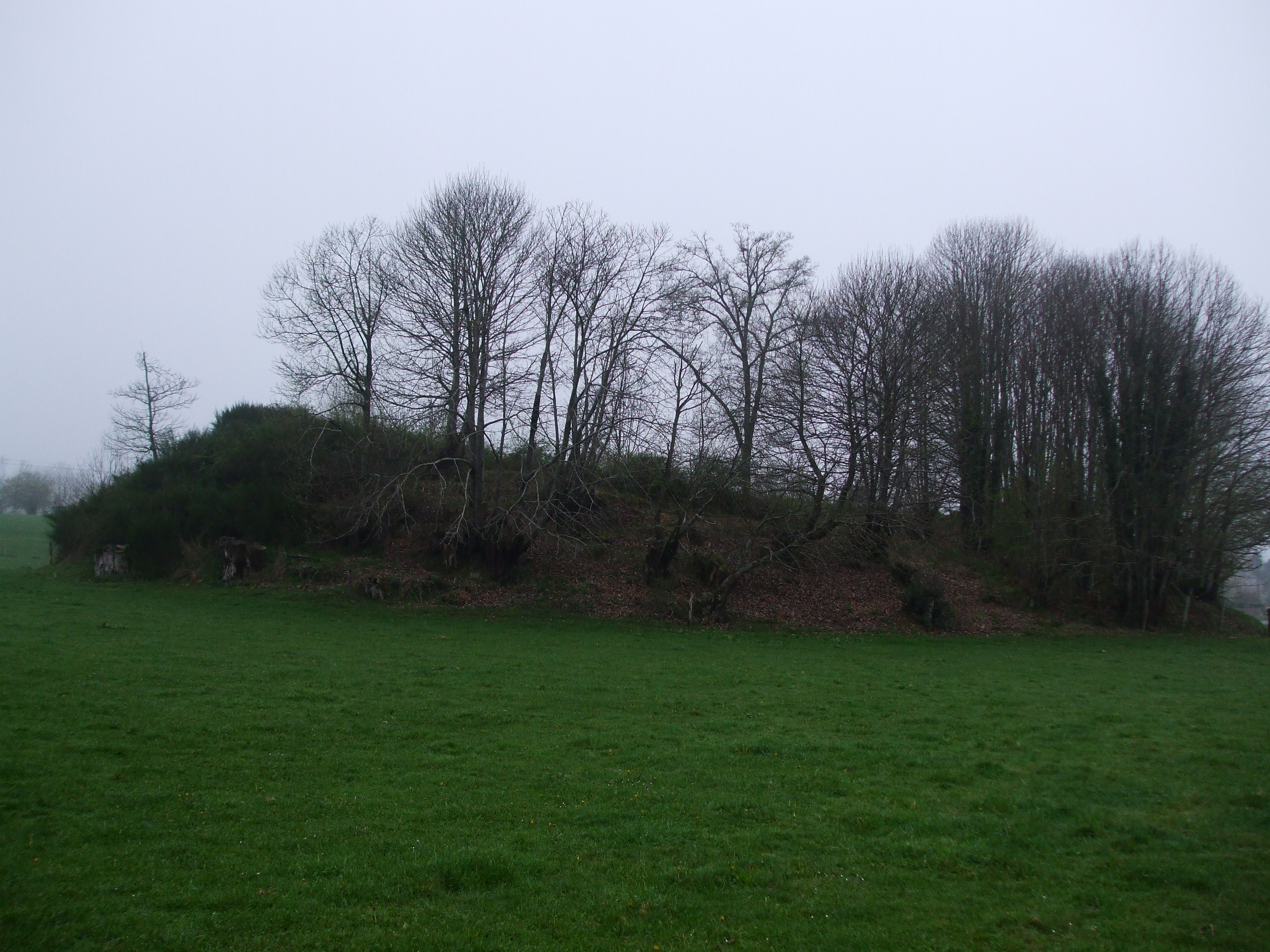
Motte castrale 3
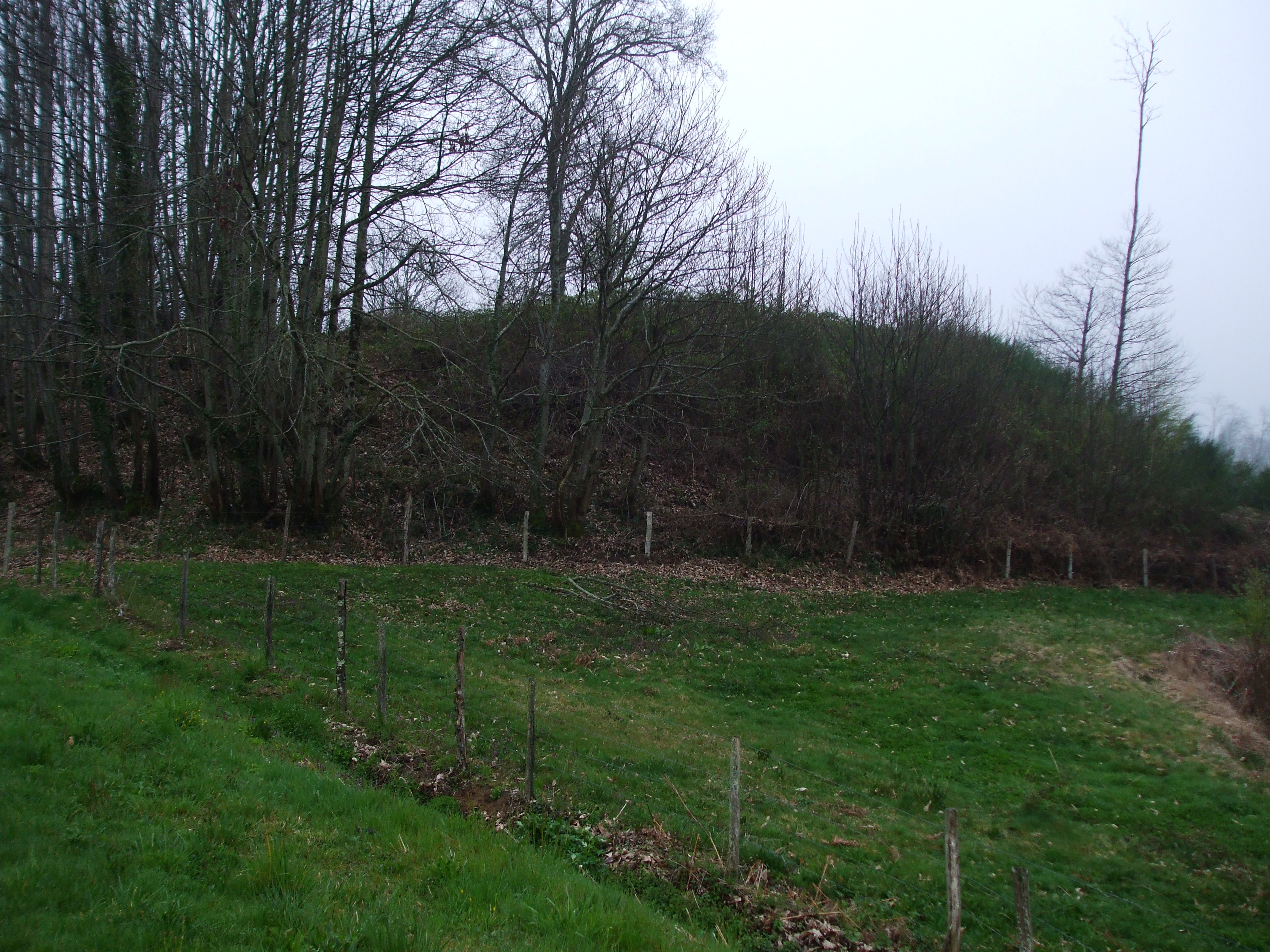
Motte castrale 4
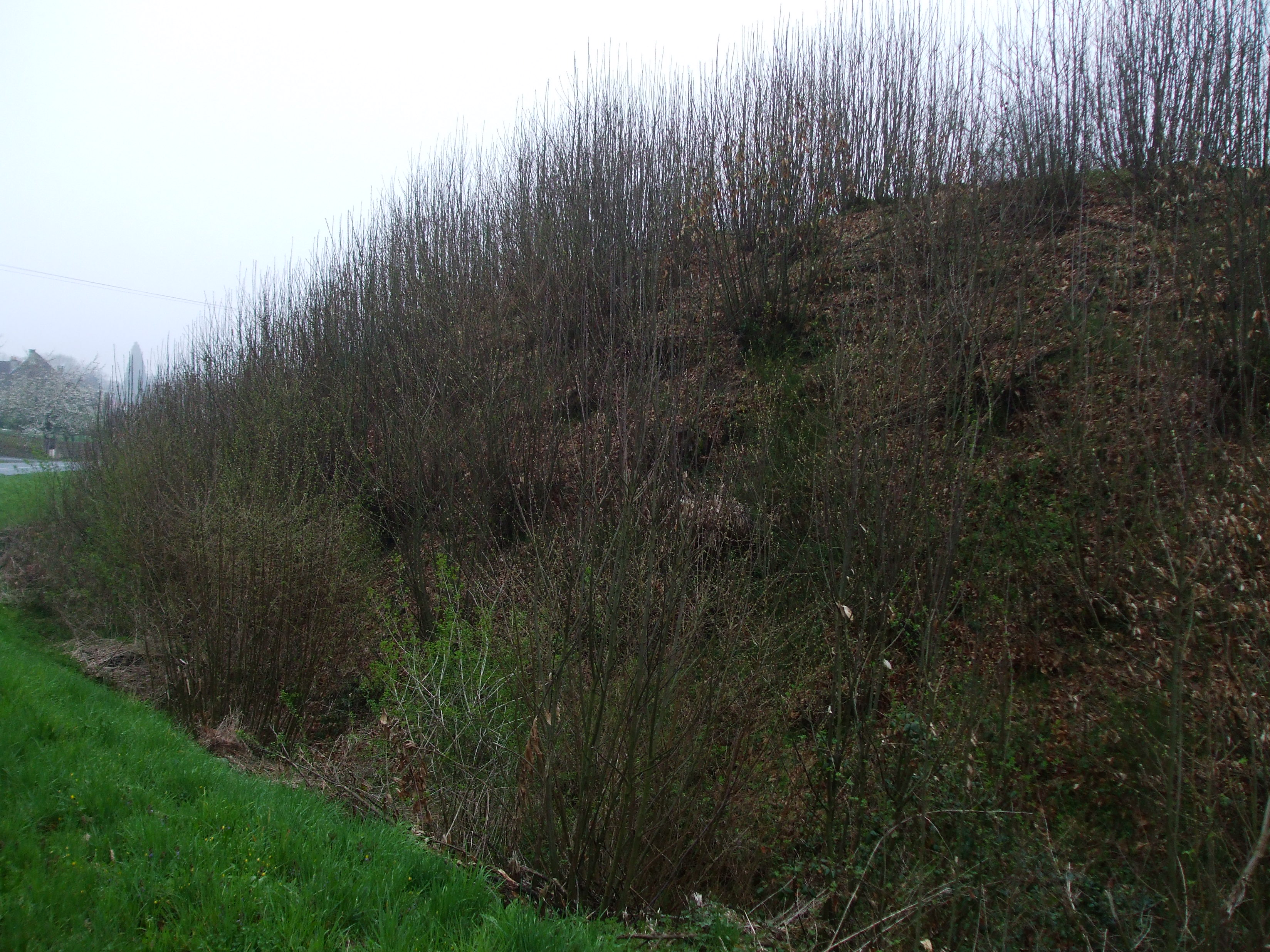
Motte castrale 5

## Pour approfondir